# 國家航空公司
载旗航空公司（flag carrier），指的是由國家或政治實體指定、代表其飛航國際航線的航空公司。一般都會在該公司使用之航空器的機體明顯處，漆上代表該國家或政治實體的旗幟或標誌，但並非絕對，如因政治問題而無法塗裝國旗的中華航空，以及實際為載旗航空公司，但機身塗裝未有明顯旗幟的法國航空、英國航空、衣索比亞航空和國泰航空等。
旧时载旗航空公司多为国有独家控制，因此也有国家航空公司（national carrier）之别称。虽然目前载旗航空公司私有化广泛，但两个词在习惯上依然作为等同。

## 定義

### 狹義定義
狹義上，國家航空公司是指一家航空公司，被其註冊國或註冊地政府賦予獨佔或寡佔國際航線的權利，並且在該公司的航機機身上繪有該國國旗時，才有資格被稱為國家航空公司。

### 廣義定義
廣義上，一家航空公司如果能配合註冊國或註冊地政府的外交政策，在必要時不以商業利益為優先考量，代表國家來執行特定國際航線的飛航經營時，即可視為該國或該地的國家航空公司。這樣的定義方式在民航業於第二次世界大戰之後逐漸興盛的時代更顯重要，因為許多國家航空公司在創立初期都會接受該國政府或軍方的資金、人力與設備援助，才有辦法維持國際航線的營運。而作為交換，國家航空公司通常必須維持經營該國與邦交國或海外屬地之間的聯繫航線，配合執行航權協議，並且必須擔任萬一有戰爭發生時、國家軍事運輸能力的儲備單位，確保有機可乘的交通能量。
基於上述這樣的背景，除了美國之外，世界各國的國家航空公司大都是以國有企業的身份創立，而在全球前50大的國際航空公司之中，僅有國泰航空（香港）、大韓航空（大韓民國）、加拿大太平洋航空（加拿大）、法國聯合航空運輸（法國）與巴西航空（巴西）等幾家公司，在創立時並非國營企業:5。惟美國因為反托拉斯法的嚴格規定，至於在該法律施行之後就不再指定國家航空公司或實施國內航權分配制度；但美國航空、達美航空與聯合航空等幾家在1979年《民航業解除管制法》（Airline Deregulation Act）實施前就已經營越洋航線、懸掛有美國國旗符合《美國差旅飛行法》（Fly America Act）涵蓋範圍、常被稱為傳統航空公司（Legacy carrier）的大型民營航空公司，仍常被視為是具有國家航空公司地位的主力業者。但世界上大部分的國家或政治實體皆擁有代表的國家航空公司，近年來由於全球公營事業民營化的風潮使然，航空也開放民營選項，再加上跨國併購的情況增加，今日仍然具有國營地位的航空公司數量持續地在減少中:7。

## 國家航空公司列表
| 國家／地区                         | 航空公司                                                                    | 政府指定 | 旗幟或標誌背負 | 政府持股比例                  |
| ---------------------------------- | --------------------------------------------------------------------------- | -------- | -------------- | ----------------------------- |
| 阿富汗                             | 阿里亚纳阿富汗航空                                                          | 是       | 是             | 多數                          |
| 阿尔巴尼亚                         | 阿爾巴尼亞航空                                                              | 是       | 是             | 少數 (10%)                    |
| 阿尔及利亚                         | 阿爾及利亞航空                                                              | 是       | 是             | 全部                          |
| 安哥拉                             | TAAG安哥拉航空                                                              | 是       | 是             | 全部                          |
| 安地卡及巴布達                     | 背風群島航空                                                                | 是       | 否             | 多數                          |
| 阿根廷                             | 阿根廷航空                                                                  | 是       | 是             | 少數 (5%)                     |
| 亞美尼亞                           | 亞美尼亞航空 (1996年)                                                       | 是       | 是             | 無                            |
|                                    | 澳洲航空                                                                    | 是       | 是             | 無                            |
| 奥地利                             | 奧地利航空                                                                  | 是       | 是             | 少數 (42.75%)                 |
|                                    | 亞塞拜然航空                                                                | 是       | 是             | 全部                          |
| 巴哈马                             | 巴哈馬航空                                                                  | 是       | 是             | 全部                          |
| 巴林                               | 海灣航空                                                                    | 是       | 是             | 合資                          |
|                                    | 孟加拉航空                                                                  | 是       | 是             | 全部                          |
|                                    | 背風群島航空                                                                | 否       | 否             | 無                            |
| 白俄羅斯                           | 白俄羅斯航空                                                                | 是       | 是             | 全部                          |
| 比利时                             | 布魯塞爾航空                                                                | 是       | 是             | 無                            |
|                                    | 馬雅島嶼航空 （Maya Island Air）                                            | 否       | 否             | 無                            |
|                                    | 貝南高爾夫航空 （Benin Golf Air）                                           | 是       | 否             | 無                            |
| 不丹                               | 不丹皇家航空                                                                | 是       | 是             | 全部                          |
| 玻利维亚                           | 玻利維亞航空                                                                | 是       | 是             | 全部                          |
|                                    | 博茨瓦納航空                                                                | 是       | 否             | 全部                          |
| 巴西                               | 巴西南美航空                                                                | 否       | 是             | 無                            |
|                                    | 汶萊皇家航空                                                                | 是       | 是             | 全部                          |
| 保加利亚                           | 保加利亞航空                                                                | 是       | 否             | 無                            |
| 布吉納法索                         | 布吉納航空                                                                  | 是       | 否             | 多數                          |
|                                    | 蒲隆地航空 （Air Burundi）                                                  | 是       | 是             | 全部                          |
| 柬埔寨                             | 柬埔寨吳哥航空                                                              | 是       | 是             | 多數 (51%)                    |
| 喀麦隆                             | 喀麥隆航空                                                                  | 是       |                |                               |
| 加拿大                             | 加拿大航空                                                                  | 是       | 是             | 無                            |
|                                    | 維德角航空                                                                  |          |                |                               |
| 开曼群岛                           | 開曼航空                                                                    | 是       |                |                               |
|                                    | 查德航空 （Toumaï Air Tchad）                                               |          |                |                               |
| 智利                               | 智利南美航空                                                                |          | 否             | 無                            |
| 中华人民共和国                     | 中國國際航空                                                                | 是       | 是             | 多數                          |
| 哥伦比亚                           | 哥倫比亞航空                                                                | 是       | 是             |                               |
|                                    | 科摩羅國際航空                                                              |          |                |                               |
| 刚果共和国                         | 剛果運輸航空                                                                |          |                |                               |
| 刚果民主共和国                     | 荷瓦波拉航空 （Hewa Bora Airways）                                          |          |                |                               |
|                                    | 哥斯大黎加航空 （Lacsa）                                                    |          |                |                               |
|                                    | 科特迪瓦航空                                                                |          |                |                               |
|                                    | 克羅埃西亞航空                                                              | 是       | 是             |                               |
| 古巴                               | 古巴航空 （Cubana de Aviación）                                                               | 是       | 是             | 全部                          |
| 賽普勒斯                           | 塞浦路斯航空                                                                | 是       | 是             | 多數                          |
| 捷克                               | 捷克航空                                                                    | 是       | 是             | 無                            |
| 丹麦                               | 北歐航空                                                                    | 是       | 是             | 合資                          |
|                                    | 吉布地紅海航空 （Air Djibouti，已停業）                                     |          |                |                               |
|                                    | 多明尼加航空 （Dominicana）                                                 |          |                |                               |
|                                    | 厄瓜多航空（TAME）                                                          |          |                |                               |
| 埃及                               | 埃及航空                                                                    | 是       | 是             | 多數                          |
| 薩爾瓦多                           | 中美洲航空                                                                  |          |                |                               |
| 赤道几内亚                         | 木棉洲際航空                                                                |          |                |                               |
|                                    | 厄立特里亞航空                                                              | 是       |                |                               |
| 爱沙尼亚                           | 諾迪卡                                                                      | 是       |                | 少數                          |
|                                    | 斯威士蘭航空                                                                | 是       | 是             | 合資                          |
| 衣索比亞                           | 埃塞俄比亞航空                                                              | 是       |                |                               |
| 法罗群岛                           | 法羅群島大西洋航空                                                          |          |                |                               |
| 斐济                               | 斐濟航空                                                                    |          |                |                               |
| 芬兰                               | 芬蘭航空                                                                    | 是       | 是             | 多數                          |
| 法國                               | 法國航空                                                                    | 是       | 否             | 少數                          |
|                                    | 蓋亞那航空 （Air Guyane）                                                   | 是       |                |                               |
| 法屬玻里尼西亞                     | 大溪地航空                                                                  | 是       | 是             |                               |
| 加彭                               | 加彭國際航空 （Air Gabon International）                                    | 是       |                |                               |
|                                    | 甘比亞國際航空 （Air Gabon International，已停業）                          | 是       |                |                               |
|                                    | 喬治亞航空                                                                  | 是       |                |                               |
| 德国                               | 漢莎航空                                                                    | 是       | 是             | 無                            |
|                                    | 迦納國際航空 （Ghana International Airlines，已停業）                       | 是       | 是             |                               |
| 迦納航空 （Ghana Airways，已停業） | 是                                                                          | 是       |                |                               |
| 希腊                               | 愛琴海航空 （Aegean Airlines)                                               |          | 是             |                               |
| 格陵兰                             | 格陵蘭航空                                                                  | 是       | 是             |                               |
|                                    | 加勒比航空 （Air Caraïbes，主要區域航空公司）                               |          |                |                               |
| 關島                               | 密克羅尼西亞大陸航空 （Continental Micronesia，以關島為樞紐的區域航空公司） |          |                |                               |
|                                    | 瓜地馬拉航空 （Aviateca，已民營化並由中美洲航空購併）                       |          |                |                               |
| 几内亚                             | 幾內亞航空                                                                  | 是       |                |                               |
|                                    | 幾內亞比索航空 （Safari Guine Bissau Airlines，已停業）                     |          |                |                               |
|                                    | 環球航空 （Universal Airlines，已停業）                                     |          |                |                               |
| 海地                               | Tortug' Air                                                                 |          |                |                               |
|                                    | 中美洲航空                                                                  |          |                |                               |
| 香港                               | 國泰航空                                                                    | 是       | 否             | 少數（6.08%）                 |
| 冰島                               | 冰島航空                                                                    | 是       | 是             | 無                            |
| 印度                               | 印度航空                                                                    | 是       | 是             | 否                            |
| 印度                               | 印度人航空                                                                  | 是       | 是             | 否                            |
| 印度尼西亞                         | 加魯達印尼航空                                                              | 是       | 是             | 全部                          |
| 伊朗                               | 伊朗航空                                                                    | 是       | 是             | 全部                          |
| 伊拉克                             | 伊拉克航空                                                                  | 是       |                |                               |
| 爱尔兰                             | 愛爾蘭航空                                                                  | 是       | 是             | 少數 (28%)                    |
| 以色列                             | 以色列航空                                                                  | 是       | 是             | 少數 (30%)                    |
| 義大利                             | 意大利航空                                                                  | 是       | 否             |                               |
| 牙买加                             | 牙買加航空                                                                  | 是       | 是             |                               |
| 日本                               | 日本航空                                                                    | 否       | 是             | 1987年已完全民營化            |
| 日本                               | 全日本空輸                                                                  | 否       | 是             |                               |
| 约旦                               | 約旦皇家航空                                                                | 是       | 是             |                               |
|                                    | 阿斯塔纳航空                                                                | 是       | 是             | 多數 (51%)                    |
|                                    | 肯雅航空                                                                    | 是       | 是             |                               |
| 基里巴斯                           | 吉里巴斯航空                                                                | 是       |                |                               |
|                                    | 高麗航空                                                                    | 是       | 是             | 全部                          |
|                                    | 大韓航空                                                                    | 是       | 是             | 少數（6.64%）（國民年金公團） |
| 韓亞航空                           | 否                                                                          | 是       |                |                               |
| 科威特                             | 科威特航空                                                                  | 是       | 是             |                               |
|                                    | 吉爾吉斯航空                                                                | 是       | 是             |                               |
|                                    | 老撾航空                                                                    | 是       |                |                               |
| 拉脫維亞                           | 波羅的海航空                                                                | 是       |                |                               |
| 黎巴嫩                             | 中東航空                                                                    |          | 否             |                               |
| 利比里亚                           | 賴比瑞亞航空                                                                | 是       |                |                               |
| 利比亞                             | 利比亞航空                                                                  | 是       |                |                               |
| 盧森堡                             | 盧森堡航空                                                                  | 是       | 是             |                               |
| 澳門                               | 澳門航空                                                                    |          |                | 少數（21.5%）                 |
| 北馬其頓                           | 馬其頓航空                                                                  | 是       |                |                               |
| 马达加斯加                         | 馬達加斯加航空                                                              | 是       |                |                               |
| 马拉维                             | 馬拉威航空                                                                  | 是       |                |                               |
| 马来西亚                           | 馬來西亞航空                                                                | 是       | 是             | 100%（国库控股）              |
| 馬爾地夫                           | 馬爾代夫國家航空                                                            | 是       |                |                               |
|                                    | 馬里航空                                                                    | 是       |                |                               |
| 馬爾他                             | 馬爾他航空                                                                  | 是       |                |                               |
| 马绍尔群岛                         | 馬紹爾群島航空                                                              | 是       |                |                               |
|                                    | 加勒比航空                                                                  |          |                |                               |
| 毛里塔尼亚                         | 茅利塔尼亞國際航空                                                          | 是       |                |                               |
| 模里西斯                           | 毛里裘斯航空                                                                | 是       |                |                               |
| 墨西哥                             | 墨西哥國際航空                                                              |          |                |                               |
| 墨西哥                             | 墨西哥航空                                                                  | 是       | 是             |                               |
| 密克羅尼西亞聯邦                   | 密克羅尼西亞大陸航空                                                        |          |                |                               |
| 摩尔多瓦                           | 摩爾多瓦航空                                                                | 是       |                |                               |
| 蒙古国                             | 蒙古民用航空                                                                | 是       |                |                               |
| 蒙特內哥羅                         | 蒙特內哥羅航空                                                              | 是       |                |                               |
|                                    | 蒙塞拉特飛航                                                                |          |                |                               |
| 摩洛哥                             | 摩洛哥皇家航空                                                              | 是       |                |                               |
| 莫桑比克                           | 莫桑比克航空                                                                | 是       |                |                               |
| 緬甸                               | 緬甸國家航空                                                                | 是       | 是             | 是                            |
| 纳米比亚                           | 納米比亞航空                                                                | 是       |                |                               |
| 瑙鲁                               | 諾魯航空                                                                    | 是       |                |                               |
| 尼泊尔                             | 尼泊爾航空                                                                  | 是       |                |                               |
| 荷蘭                               | 荷蘭皇家航空                                                                | 是       | 是             | 無                            |
|                                    | 博奈爾快運航空                                                              |          |                |                               |
| 新喀里多尼亞                       | 喀美多尼亞航空                                                              |          |                |                               |
| 新西兰                             | 紐西蘭航空                                                                  | 是       | 是             | 多數                          |
| 尼加拉瓜                           | 尼加拉瓜航空（NICA）                                                        | 是       |                |                               |
| 尼日尔                             | 尼日航空                                                                    | 是       | 是             |                               |
| 奈及利亞                           | 奈及利亞航空                                                                | 是       |                |                               |
| 挪威                               | 北歐航空                                                                    | 是       | 是             | 少數                          |
| 阿曼                               | 阿曼航空                                                                    | 是       | 是             | 少數 (33%)                    |
| 巴基斯坦                           | 巴基斯坦國際航空                                                            | 是       | 是             | 多數                          |
| 巴勒斯坦                           | 巴勒斯坦航空                                                                |          |                | 全部                          |
| 巴拿马                             | 巴拿马航空                                                                  |          |                |                               |
|                                    | 新几内亚航空                                                                |          |                |                               |
| 巴拉圭                             | 巴拉圭天馬航空                                                              |          |                |                               |
| 帛琉                               | 帛琉太平洋航空                                                              |          |                |                               |
| 秘魯                               | 秘魯航空                                                                    |          |                |                               |
| 菲律賓                             | 菲律賓航空                                                                  | 是       | 是             | 合資                          |
| 波蘭                               | LOT波蘭航空                                                                 | 是       | 是             |                               |
| 葡萄牙                             | TAP葡萄牙航空                                                               | 是       | 是             |                               |
|                                    | 卡塔尔航空                                                                  | 是       | 是             |                               |
| 留尼汪                             | 留尼旺南方航空                                                              |          |                |                               |
| 羅馬尼亞                           | 罗马尼亚航空                                                                | 是       | 是             | 多數 (95%)                    |
| 俄羅斯                             | 俄羅斯航空                                                                  | 是       | 是             | 多數 (51%)                    |
| 卢旺达                             | 卢旺达航空                                                                  | 是       |                |                               |
|                                    | Mustique Airways                                                            |          |                |                               |
| 萨摩亚                             | 维珍萨摩亚航空                                                              |          |                |                               |
| 聖多美和普林西比                   | 聖多美與普林西比航空                                                        |          |                |                               |
| 沙烏地阿拉伯                       | 沙地阿拉伯航空                                                              | 是       |                | 全部                          |
| 塞爾維亞                           | 塞爾維亞航空                                                                | 是       | 是             | 多數 (51%)                    |
| 塞舌尔                             | 塞舌爾航空                                                                  | 是       |                |                               |
|                                    | 塞拉利昂國際航空                                                            |          |                |                               |
| 新加坡                             | 新加坡航空                                                                  | 是       | 是             | 多數                          |
| 斯洛維尼亞                         | 亚德里亚航空                                                                |          | 是             |                               |
| 所罗门群岛                         | 所羅門航空（Solomon Airlines）                                              | 是       |                |                               |
|                                    | 索馬里航空                                                                  | 是       |                |                               |
| 南非                               | 南非航空                                                                    | 是       | 是             |                               |
| 西班牙                             | 西班牙國家航空                                                              | 是       | 是             | 少數（5%）                    |
| 斯里蘭卡                           | 斯里蘭卡航空                                                                | 是       | 是             |                               |
| 苏丹                               | 蘇丹航空                                                                    | 是       |                |                               |
| 苏里南                             | 蘇里南航空                                                                  | 是       |                |                               |
| 瑞典                               | 北歐航空                                                                    | 是       | 是             | 合資                          |
| 瑞士                               | 瑞士航空（2002年破产前）                                                    | 是       | 是             | 少数                          |
| 瑞士                               | 瑞士國際航空（2002年后）                                                    | 是       | 是             | 否                            |
| 叙利亚                             | 敘利亞阿拉伯航空                                                            | 是       | 是             | 全部                          |
|                                    | 加勒比島際航空                                                              | 是       |                |                               |
| 多哥                               | 多哥航空                                                                    | 是       |                |                               |
| 泰國                               | 泰國國際航空                                                                | 是       | 是             | 多數（53%）                   |
|                                    | 塔吉克航空                                                                  | 是       |                |                               |
|                                    | 土庫曼航空                                                                  | 是       | 是             |                               |
|                                    | Peau Vava'u                                                                 |          |                |                               |
| 千里達及托巴哥                     | 加勒比航空                                                                  | 是       | 是             |                               |
| 突尼西亞                           | 突尼斯航空                                                                  | 是       | 是             |                               |
| 土耳其                             | 土耳其航空                                                                  | 是       | 是             | 多數                          |
| 中華民國                           | 中華航空                                                                    | 是       | 否             | 多數（間接持股）              |
| 坦桑尼亚                           | 坦桑尼亞航空                                                                | 是       |                |                               |
| 乌干达                             | 烏干達航空                                                                  | 是       | 是             |                               |
| 乌克兰                             | 烏克蘭國際航空                                                              | 是       | 是             | 多數                          |
| 阿联酋                             | 阿提哈德航空                                                                | 是       | 否             | 多數                          |
| 阿联酋                             | 阿聯酋航空                                                                  | 是       | 是             | 多數                          |
| 英国                               | 英國航空                                                                    | 是       | 否             | 無                            |
| 乌拉圭                             | 乌拉圭航空                                                                  | 是       | 是             | 少數（25%）                   |
|                                    | 烏茲別克航空                                                                | 是       |                | 多數                          |
|                                    | 萬那杜航空                                                                  | 是       | 是             |                               |
| 委內瑞拉                           | 委内瑞拉联合航空                                                            | 是       | 否             | 全部                          |
| 越南                               | 越南國家航空                                                                | 是       | 是             | 全部                          |
| 葉門                               | 也門航空                                                                    | 是       | 是             |                               |
| 尚比亞                             | 尚比亞航空                                                                  | 是       |                |                               |
| 辛巴威                             | 津巴布韋航空                                                                | 是       | 是             |                               |

## 影響
- 1970年代起隨著兩岸外交情勢的消長，日本與部分西方國家與中華人民共和國建立了外交關係、並同時終止與中華民國（台灣）之間的正式邦交，但北京方面仍對日本與西方民航業者開出了苛刻的要求，要求與中華人民共和國建交之國家的國家航空公司不得經營台灣航線，受此打擊最大的日本航空因而權宜性的開設了專營台日航線的子公司日本亞細亞航空，其他國家航空公司也跟著仿效日航的做法並開設以「亞洲」為名且專營台灣航線的子公司來避開政治干擾（如已終止營運的英亞航、法亞航、瑞亞航、澳亞航與現在僅存的荷亞航），也有航空公司委託現有的子公司執飛（如漢莎航空的神鷹航空）。此一措施除了得在航空公司名稱上動手腳外，還要用貼紙遮蔽機身上的國旗圖樣。雖然台灣方面仍遇到較大的外交困境，以及中華人民共和國對外國國家航空公司經營台灣航線的限制與干預，部分東南亞國家的國家航空公司幾乎沒有受到外交干擾而持續經營台灣航線，如泰國國際航空、新加坡航空、印尼航空、馬來西亞航空和菲律賓航空。此種迂迴的利用子公司經營台灣航線的情形，至2000年代後才有所改善。此後，中國國際航空公司使用不載國旗的飛機執飛兩岸定期航線，中國大陸其他不載旗的航空公司（民航改革早期曾有国航以外的航司载国旗，汪辜会谈后全部撤去，而原先载英国国旗的国泰航空在香港回归后不再载旗）則在執飛兩岸航線時無此等顧慮。
- 由於以色列位處四面楚歌的危險地帶，以色列航空的飛機無法經營中東航點並飛經中東國家領空，在航線開闢上有較大的限制（另見恩德培行動、摩西行動、約書亞行動和所羅門行動）；另外以色列航空的貨機為了避免來自敵對伊斯蘭國家的政治干擾，以航貨機通常不會漆上公司塗裝[6]。
- 兩國發生外交爭端時，雙方的國家航空公司飛往對方國家的航線會遭到敵國抵制，或者當事國自行抵制飛往敵對國家。如期間，英國與阿根廷禁止對方的國家航空公司禁航倫敦與布宜諾斯艾利斯航線；釣魚台列嶼主權問題與獨島主權爭議發生時，日本的航空公司一度被政府要求減少或停飛飛往中國與南韓的航班做外交示威，造成客貨運依存量大的日中航線與日韓航線虧損。

## 外部連結
- Wright State University（页面存档备份，存于） Sample Federal funds usage for air carriers.
- International Air Transport Association（页面存档备份，存于） Organisation formerly responsible for managing air services agreements and international fares.